# جيوفانولاية
جيوفانولاية (الاسم العلمي: Giovannolaia) هي جنيس من المتصورة،  تتبع جنس متصورة.